# Cultura de l'alcohol

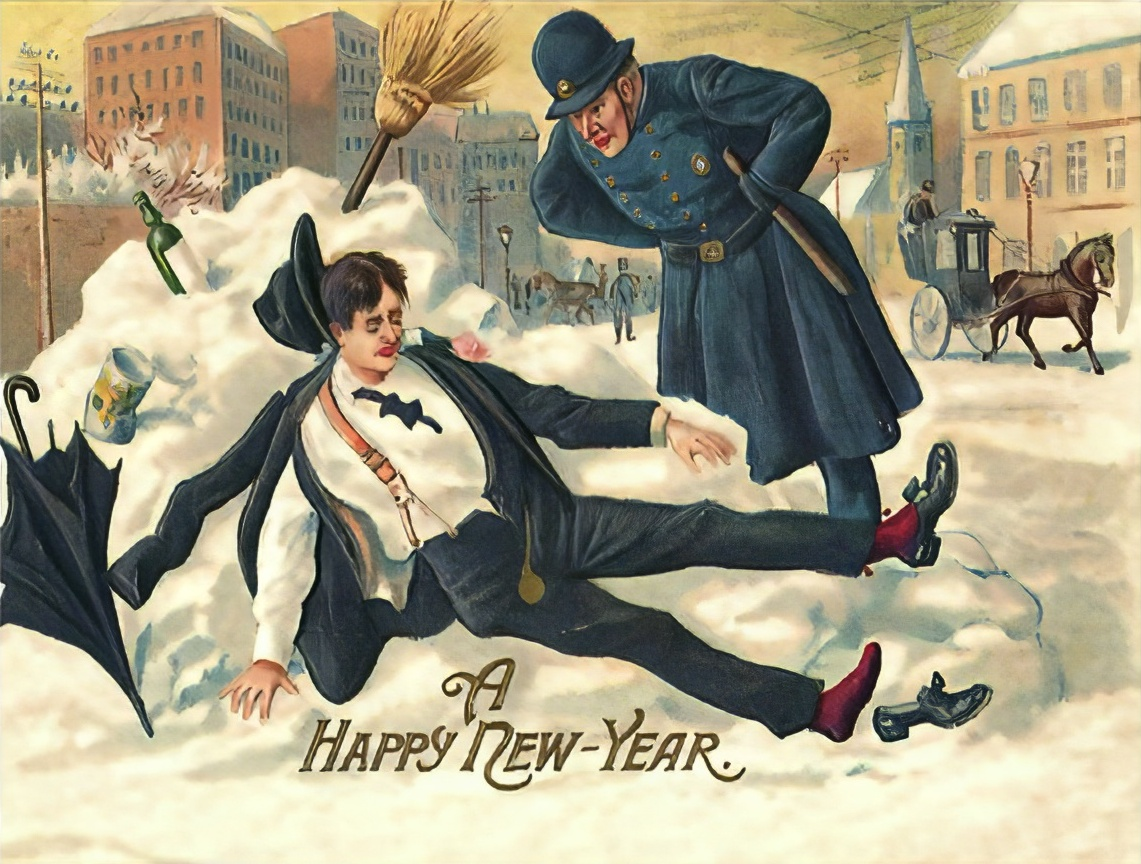
Nadala de 1912 amb un home amb una borratxera nadalenca

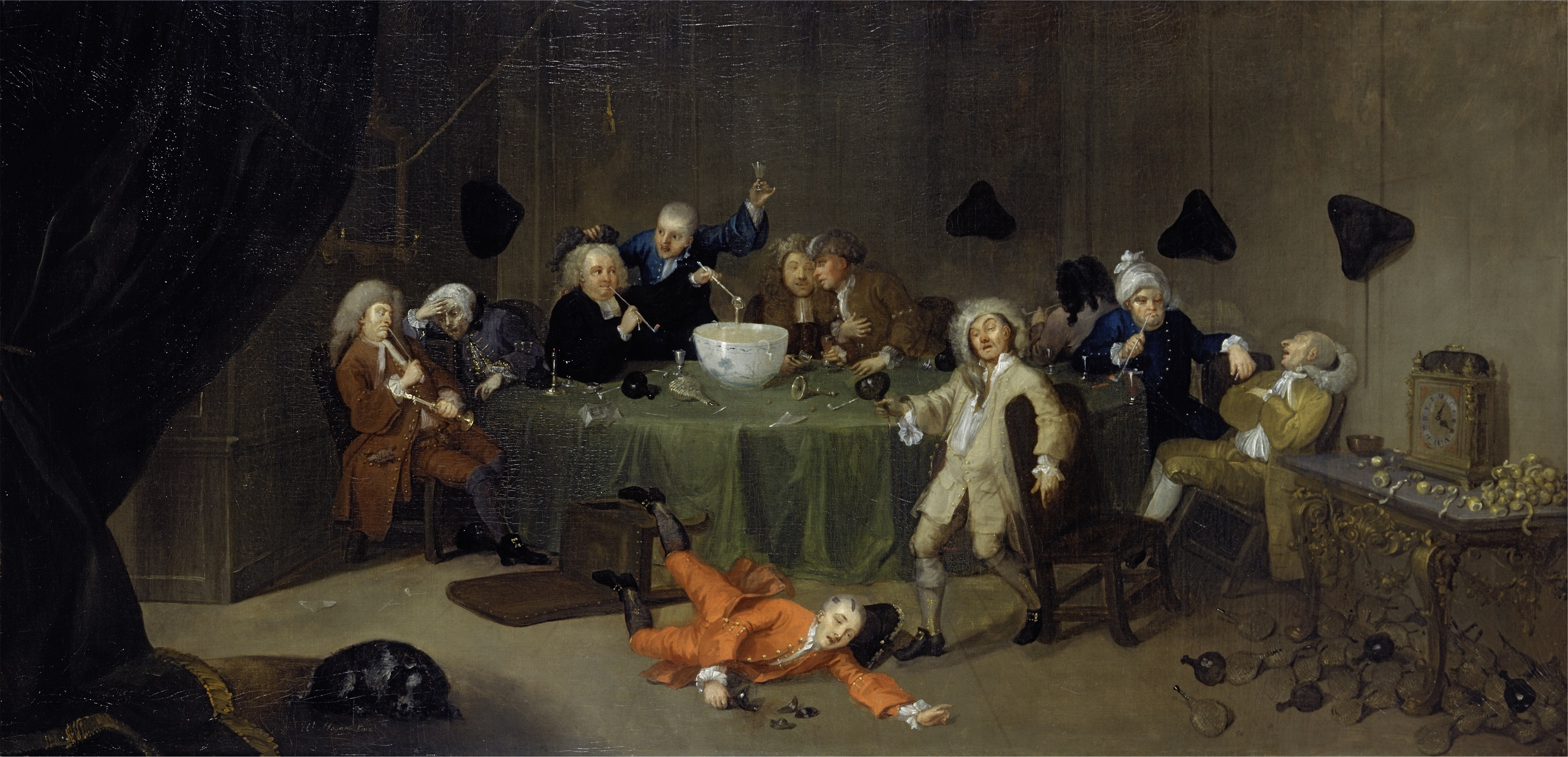
Consum abusiu d'alcohol a l'any 1730

La cultura de l'alcohol és un terme que es refereix al consum abusiu d'alcohol en grup.

## Cultura de l'alcohol entre adolescents
Entre els adolescents, les drogues il·legals s'han desvalorat i l'alcohol ha cobrat rellevància. En la cultura de l'alcohol, s'exalcen les expectatives positives (psicològiques i interpersonals) sobre els efectes, s'infravaloren les conseqüències negatives del consum, i a més la figura de l'alcohòlic es redueix a l'individu que consumeix en solitari i per amortir els problemes personals. S'infravalora el consum grupal i de cap de setmana i les seves conseqüències, i es creu que no els afecta ni a ells individualment ni al grup. La droga legal (alcohol) no es considera una transgressió sinó un ritu.
Segons un estudi fet a València entre 1.100 persones, el 25% i un 11% es declaraven abstemis i les begudes més consumides els caps de setmana eren per ordre decreixent: la cervesa, els combinats de licors i ja més allunyats el vi i la sidra. Van trobar molta diferència entre els estudiants de formació professional (el 50% bevien alcohol durant el cap de setmana) i la resta d'estudiants (el 21% bevien els caps de setmana). També es va detectar un major consum d'alcohol entre els estudiants de l'escola pública respecte als de la privada.

## Cultura de l'alcohol al Japó
Al Japó, l'alcohol té un paper fonamental en les reunions socials i també en les laborals. En sortir de la feina, de vegades es reuneixen en un local tancat per emborratxar-se per tal de reafirmar els seus llaços socials o per quedar bé amb un client important, això s'anomena nomikai o també tsukiai i és diferent del konpa, que són joves universitaris o dels darrers cursos de batxillerat que es reuneixen amb la intenció de beure alcohol.